# Nuukijärvi
Nuukijärvi är en sjö i Finland. Den ligger i kommunen Kittilä i landskapet Lappland, i den norra delen av landet, 900 km norr om huvudstaden Helsingfors. Nuukijärvi ligger 343 meter över havet. Arean är 54,7 hektar och strandlinjen är 4 kilometer lång. Sjön  ingår i Kemi älvs huvudavrinningsområde. 